# Analco, Jalisco
Analco är en ort i Mexiko.   Den ligger i kommunen Teocaltiche och delstaten Jalisco, i den centrala delen av landet, 400 km nordväst om huvudstaden Mexico City. Analco ligger 1 737 meter över havet och antalet invånare är 130.
Terrängen runt Analco är lite kuperad. Runt Analco är det ganska glesbefolkat, med 42 invånare per kvadratkilometer. Närmaste större samhälle är Teocaltiche, 8,2 km nordost om Analco. I omgivningarna runt Analco växer huvudsakligen savannskog.